# Rainbow Bird
《LISTEN 001 Rainbow Bird》는 대한민국의 가수 하림의 디지털 싱글이다. 2016년 12월 4일에 발매되었다. 대한민국의 기획사 미스틱엔터테인먼트의 음악 플랫폼 LISTEN을 통해 발매되었다.

## 트랙 리스트
| #  | 제목             | 작사·작곡 | 재생 시간 |
| -- | ---------------- | --------- | --------- |
| 1. | 〈Rainbow Bird〉 | 하림      | 5:11      |